# 장루이즈
장루이즈(중국어: 姜瑞智, 한자음: 강서지, 1980년 6월 11일 ~ )는 대만의 텔레비전, 영화 감독이다. 타이베이시에서 태어났다.

## 방송
- 번장적기억
- 영원적제일명
- 제이명적역습
- 아원의

## 영화
- 각두: 낭류련